# Élection du président de la Confédération suisse de 2020
L'élection du président de la Confédération suisse de 2020 est un scrutin au suffrage indirect visant à élire le président de la Confédération suisse pour l'année 2021.
Le 9 décembre 2020, par 188 voix sur 202 valables, Guy Parmelin (UDC) est élu président par l'Assemblée fédérale.

## Élection
Le président de la Confédération est élu par l'Assemblée fédérale, réunissant le Conseil national et le Conseil des États, parmi les membres du Conseil fédéral le deuxième mercredi de la session d'hiver.
Son mandat dure un an et correspond à l'année civile (du 1er janvier au 31 décembre). Il n'est pas immédiatement rééligible, y compris à la vice-présidence du Conseil fédéral, mais peut remplir plusieurs mandats non successifs,.

## Résultats
Guy Parmelin, de l'Union démocratique du centre, est élu président de la Confédération par 188 des 202 bulletins valables.
Ignazio Cassis, du Parti libéral-radical, est élu vice-président du Conseil fédéral par 162 des 191 bulletins valables.
| Candidats                | Candidats                | Partis                   | Voix | %     |
| ------------------------ | ------------------------ | ------------------------ | ---- | ----- |
|                          | Guy Parmelin             | UDC                      | 188  | 93,07 |
|                          | Autres candidats         |                          | 14   | 6,93  |
|                          |                          |                          |      |       |
| Votes valides            | Votes valides            | Votes valides            | 202  | 86,32 |
| Votes blancs             | Votes blancs             | Votes blancs             | 25   | 10,68 |
| Votes nuls               | Votes nuls               | Votes nuls               | 7    | 3,00  |
| Total                    | Total                    | Total                    | 234  | 100   |
| Abstention               | Abstention               | Abstention               | 12   | 4,88  |
| Inscrits / participation | Inscrits / participation | Inscrits / participation | 246  | 95,12 |